# 武昌首义学院
武昌首义学院，原名华中科技大学武昌分校，是中国教育部2000年8月批准成立的全日制本科层次普通高校，由华中科技大学和武汉军威教育投资集团合作兴办。其前身乃华中科技大学军威学院，翌年3月即更名为华中科技大学武昌分校。
2015年3月，学校从主办高校脱离并改为现名。学校名称得名于武昌乃辛亥首义之地，且校址当年为黄埔军校武汉分校。
学校现有武昌和嘉鱼两个校区。